# Elton Brand
Elton Tyron Brand (* 11. März 1979 in Peekskill, New York) ist ein ehemaliger US-amerikanischer Basketballspieler, der von 1999 bis 2016 in der NBA aktiv war. Derzeit steht er als General Manager bei den Philadelphia 76ers unter Vertrag.
Er begann seine Profikarriere 1999 bei den Chicago Bulls, die ihn im NBA-Draft ausgewählt hatten, und spielte anschließend unter anderem für die Los Angeles Clippers und die Philadelphia 76ers. Zum Ende seiner Debütsaison in der US-Profiliga gewann er die Auszeichnung Rookie of the Year. Im weiteren Verlauf seiner Karriere wurde Brand unter anderem zweimal NBA-All-Star.

## Karriere
Brand spielte vor seiner NBA-Laufbahn zwei Jahre lang College-Basketball an der Duke University. Unter der Anleitung von Mike Krzyzewski erreichte er mit den Duke Blue Devils 1999 das Finale der NCAA Division I Basketball Championship, in dem sich jedoch die Huskies der University of Connecticut durchsetzen konnten.

### NBA
Im darauffolgenden NBA-Draft 1999 wurde er an erster Stelle von den Chicago Bulls rekrutiert. Am Ende seiner ersten NBA-Spielzeit wurde er gemeinsam mit Steve Francis zum NBA Rookie of the Year gekürt und in das NBA All-Rookie First Team berufen. Brand legte starke Werte in einem schwachen Bullsteam auf und schloss sein erstes Jahr mit 20,1 Punkten und 10,0 Rebounds pro Spiel ab.
Nach einer weiteren Saison bei den Bulls wurde er im Sommer 2001 im Tausch gegen Brian Skinner und die Draftrechte für Tyson Chandler zu den Los Angeles Clippers transferiert. Mit diesem Wechsel begann ein Aufschwung für die Clippers, die bis dahin am Saisonende zumeist die schlechtesten Saisonbilanzen aufwiesen. Unter anderem gelang ihnen in der Spielzeit 2005/06 der Einzug ins Halbfinale der Western Conference, das jedoch mit 3–4 gegen die Phoenix Suns verloren ging. Brand erzielte mit 24,7 Punkten pro Spiel seine beste Saison und galt in dieser Zeit als einer der besten Power Forwards der Liga.
Nachdem er in der Saison 2007/08, aufgrund einer Achillesfersenverletzung, nur 8 Spiele absolvieren konnte, wechselte er im Sommer 2008 zu den Philadelphia 76ers, wo er einen Fünfjahresvertrag unterzeichnete. Bis zu seinem Wechsel nach Philadelphia war Brand ein Spieler der 20 Punkte und 10 Rebounds im Schnitt auflegte. Bei den 76ers konnte er diese Erwartung nicht erfüllen. Daher nutzten die 76ers nach der Saison 2011/12 die Amnestieklausel, um sich von Brand zu trennen.
Im anschließenden Wettbieten um Brand konnten sich schließlich die Dallas Mavericks durchsetzen, die ihn für ein Jahr unter Vertrag nahmen. Mit den Mavericks verpasste er nach einer ernüchternden Spielzeit 2012/13 den Einzug in die Play-offs. Nachdem sein Vertrag ausgelaufen war, wechselte Brand im Sommer 2013 zu den Atlanta Hawks, bei denen er zwei Jahre als Ersatzspieler von der Bank kam.
Brand selbst hat sehr gute persönliche Statistiken, so erzielte er in bislang über 1000 Einsätzen in der NBA im Schnitt über 16 Punkte pro Spiel und sicherte durchschnittlich neun Rebounds (beste 10). In den Jahren 2002 und 2006 wurde er in das NBA All-Star Team der Western-Conference berufen. 2006 Jahr wurde Brand außerdem mit dem NBA Sportsmanship Award für faires sportliches Verhalten ausgezeichnet und in das All-NBA Second Team gewählt.
Am 11. August 2015 verkündete Brand seinen Rücktritt vom Profibasketball nach 16 Jahren. Im Januar 2016 verkündete er überraschend seine Rückkehr in die NBA und unterschrieb einen Vertrag bei den Philadelphia 76ers. Am 20. Oktober 2016 erklärte Brand seinen zweiten und endgültigen Rücktritt nach 17 Spielzeiten in der NBA.

### Nationalmannschaft
Brand gehörte zum Kader des US-amerikanischen Basketballteams, welches an der Weltmeisterschaft 2006 in Japan teilnahm und dort den (für den eigenen Anspruch der USA allerdings enttäuschenden) dritten Platz errang.

### Seit 2017
Brand war ab August 2017 als General Manager der Delaware 87ers in der G-League tätig. Am 20. September 2018 wurde er von den Philadelphia 76ers als neuer General Manager vorgestellt.

## Erfolge
- NBA Rookie of the Year (2000)
  - NBA All-Rookie First Team (2000)
- NBA All-Star (2002, 2006)
- All-NBA Second Team (2006)
- NBA Sportsmanship Award (2006)